# Toralla (Lérida)
Toralla  es una localidad española del municipio de Conca de Dalt, perteneciente a la provincia de Lérida, en la comunidad autónoma de Cataluña.

## Toponimia
El nombre del lugar puede encontrarse referido con las grafías Toralla y Torralla.

## Historia
Hacia mediados del siglo XIX, el lugar, que por entonces formaba parte del mismo municipio que Serradell, tenía contabilizada una población de 60 habitantes. La localidad aparece descrita en el decimoquinto volumen del Diccionario geográfico-estadístico-histórico de España y sus posesiones de Ultramar de Pascual Madoz de la siguiente manera:

TORALLA ó TORRALLA: l. agregado al ayunt. de Serradell, en la prov. de Lérida (19 floras), part. jud. de Tremp (3 1/2), aud. terr. y c. g. de Barcelona (42), dióc. de Seo de Urgel (15). Está sit. en un monte bien ventilado y en clima sano. Consta de 10 casas; igl. parr. (la Asuncion de Ntra. Sra.) servida por un cura párroco perpetuo y de concurso general, dependiendo de ella los anejos de Torallola y Puimañons; junto á la misma está el cementerio; á dist. de 7 minutos del pueblo hay una fuente abundante que abastece al vecindario. Confina el térm. por N. con los de Serradell y Eriñá (1 hora); E. el de la Pobla de Segur (1/4); S. el de Puimañons (1/2), y O. el de Ribert (1): comprende dentro de su circunferencia una casa llamada de Mascarrell á 1/4 de hora E. y un arroyo insignificante que cuando lleva agua va á incorporarse al rio Flamisell. El terreno participa de montañoso y llano, y su calidad varia mucho desde la mas arcillosa hasta la mas floja; hay en él algunos pequeños huertecitos que se riegan con las aguas de pequeñas fuentecillas, y bastante matorral para leña. Los caminos son de herradura y malos, dirigiendo á los pueblos vec. prod.: trigo, vino, aceite, avena, legumbres y patatas, y bastantes cerezas y nueces; cria ganado lanar y cabrio. pobl.: 6 vec., 60 alm. riqueza imp.: 14,906 rs. contr.: el 14'48 por 100 de esta riqueza.
(Madoz, 1849, p. 22)

En la actualidad pertenece al municipio de Conca de Dalt. En 2022, tenía empadronados 26 habitantes.